# Me, Myself and I
Me, Myself and I – piosenka amerykańskiej wokalistki rhythm and bluesowej Beyoncé Knowles, pochodząca z jej debiutanckiego albumu Dangerously in Love. 19 października 2003 roku została wydana jako singel i uplasowała się na 4. miejscu Billboard Hot 100. 
"Me, Myself and I" otrzymała nagrodę ASCAP dla jednej z najczęściej wykonywanych piosenek 2004 roku. Wersja koncertowa "Me, Myself and I", pochodząca z albumu The Beyoncé Experience Live! otrzymała nominację do nagrody Grammy w kategorii najlepsze żeńskie wykonanie wokalne R&B.

## Tematyka
W wywiadzie dla MTV News, Beyoncé powiedziała o piosence:

...opowiada głównie o dziewczynie, której chłopak nie jest dla niej dobry i ją zdradza. Zazwyczaj kobiety czują się głupio i obwiniają siebie, ponieważ odbierają znaki przez cały czas, ale kochają swoich facetów i nie chcą, by odeszli. Ta piosenka, poniekąd, celebruje rozstania.

## Wydanie i listy utworów
"Me, Myself and I" został wydany jako trzeci singel z Dangerously in Love, a 21 października 2003 roku ukazał się w Stanach Zjednoczonych jako "Me, Myself and I/Krazy in Luv", złożony z radiowej edycji "Me, Myself and I" i "Krazy in Luv" (tanecznego remiksu "Crazy in Love"). 16 grudnia 2003 roku w tym samym kraju singel wydany został na płycie gramofonowej. W Wielkiej Brytanii singel ukazał się w 2003 roku i składał się z edycji radiowej, remiksu oraz koncertowych wykonań "Naughty Girl" i "Work It Out". 30 grudnia "Me, Myself and I" stał się dostępny w Kanadzie i zawierał albumową wersję piosenki oraz dwa remiksy. Australijskie wydanie składało się z edycji radiowej singla oraz trzech remiksów.

## Sukces komercyjny
"Me, Myself and I" nie odniósł tak dużego sukcesu komercyjnego jak wcześniejsze single z Dangerously in Love, "Crazy in Love" i "Baby Boy". 16 listopada 2003 roku piosenka zadebiutowała na 78. pozycji Billboard Hot 100, podczas gdy na szczycie listy wciąż utrzymywał się "Baby Boy". Czternaście tygodni po debiucie singel dotarł do miejsca 4., na którym znajdował się przez dwa tygodnie. W sumie "Me, Myself and I" pozostawał na Hot 100 przez 24 tygodnie. 30 stycznia 2009 RIAA przyznała singlowi złoty status za sprzedaż powyżej 500.000 kopii.
Na arenie międzynarodowej singel stał się mniej popularny niż w Stanach Zjednoczonych, zajmując 11. miejsce w Australii i Wielkiej Brytanii oraz pozycje w pierwszych dwudziestkach notowań w Nowej Zelandii i Holandii.

## Wideoklip
Reżyserem wideoklipu do "Me, Myself and I" był Johan Renck. Podąża on za tematem piosenki, ukazując Beyoncé i zdradzającego ją chłopaka. Para rozstaje się, a wokalistka porzuca swój stary dom, który przypomina jej dawnego narzeczonego. Wydarzenia w teledysku przedstawione są w odwrotnej kolejności.
Teledysk zadebiutował w programie MTV Total Request Live 12 grudnia 2003 roku na 7. pozycji. Pozostawał w zestawieniu przez 41 kolejnych dni (tyle samo, co "Baby Boy"). Wideoklip nominowany był do nagrody MTV Video Music Awards w kategorii najlepszy teledysk R&B.

## Pozycje na listach
| Lista (2004)                  | Najwyższa pozycja |
| ----------------------------- | ----------------- |
| Australian ARIA Singles Chart | 11                |
| Austrian Singles Chart        | 51                |
| Belgian Singles Chart         | 49                |
| Canadian Hot 100              | 7                 |
| Dutch Top 40                  | 14                |
| Eurochart Hot 100 Singles     | 32                |
| French Singles Chart          | 45                |
| German Singles Chart          | 35                |
| Irish Singles Chart           | 21                |
| Italian Singles Chart         | 25                |

| Lista (2004)                         | Najwyższa pozycja |
| ------------------------------------ | ----------------- |
| New Zealand RIANZ Singles Chart      | 18                |
| Romanian Singles Chart               | 91                |
| Swedish Singles Chart                | 43                |
| Swiss Singles Chart                  | 41                |
| UK Singles Chart                     | 11                |
| U.S. Billboard Hot 100               | 4                 |
| U.S. Billboard Hot R&B/Hip-Hop Songs | 2                 |
| U.S. Billboard Top 40 Tracks         | 16                |
| U.S. Billboard Mainstream Top 40     | 18                |
| U.S. Billboard Rhythmic Top 40       | 8                 |